# Lights (bài hát của Ellie Goulding)
"Lights" là bài hát của nghệ sĩ thu âm người Anh Ellie Goulding từ album đầu tay của cô, Lights (2010). Ca khúc được phát hành tại Anh vào ngày 13 tháng 3 năm 2011, là đĩa đơn thứ 6 trích từ album, và thứ 2 trích từ album phát hành lại Bright Lights. Ban đầu đây chỉ là một track nhạc bonus trên iTunes, bài hát đã được biên tập lại và đưa vào album Bright Lights vào cưới năm 2010, như một phiên bản đĩa đơn chính thức.
Ca khúc được phát hành như một đĩa đơn dẫn đầu từ album Lights tại Bắc Mỹ vào tháng 5 năm 2011. Vào đầu tháng 5 năm 2012, đĩa đơn đã được chứng nhận bạch kim bởi Hiệp hội Công nghiệp Thu âm Mỹ (RIAA), với doanh số hơn 1 triệu 9 lượt tải về tại Hoa Kỳ.

## Bối cảnh phát hành
"Lights" ban đầu được công bố là một đĩa đơn vào ngày 8 tháng 9 năm 2010 trên trang Twitter chính thức của Goulding, và được lên lịch phát hành vào ngày 1 tháng 11 năm 2010. Cô ca sĩ này cũng lên lịch phát hành ca khúc như track dẫn đầu trích từ album phát hành lại Bright Lights. Tuy nhiên, kế hoạch này không thực hiện được do đã phát hành thay thế ca khúc "Your Song" nhằm tận dụng chiến dịch quảng bá trong dịp Giáng sinh của John Lewis, giúp ca khúc có thể nổi bật được. Sau đó album Bright Lights được phát hành lại thay cho Lights.

## Danh sách track nhạc
| - UK digital EP 1. "Lights" (Single Version) – 3:30 2. "Only Girl in the World" (Live Lounge Acoustic Version) – 4:07 3. "Lights" (Bassnectar Remix) – 4:36 4. "Lights" (Shook Remix) – 3:49 5. "Lights" (MK Charlee Dub) – 5:04 6. "Lights" (Max Gordon Remix) – 4:49 | - US digital EP – The Remixes Pt. 1 1. "Lights" (Bassnectar Remix) – 4:36 2. "Lights" (MK Charlee Dub) – 5:05 3. "Lights" (Max Gordon Remix) – 4:49 4. "Lights" (Shook Remix) – 3:49 - US digital EP – The Remixes Pt. 2 1. "Lights" (Drop Lamond Remix) – 4:17 2. "Lights" (Fernando Garibay Remix) – 4:03 3. "Lights" (Captain Cuts Remix) – 4:11 4. "Lights" (Ming Remix) – 4:57 5. "Lights" (RAC Mix) – 5:44 |

## Đội ngũ thu âm
- Ellie Goulding – hát, guitar
- Ash Howes – sản xuất, mix nhạc, trống, keyboard
- Steve Malcomson – lập trinìh
- Richard "Biff" Stannard – sản xuất, mix nhạc, bass, keyboard

## Bảng xếp hạng
| Bảng xếp hạng (2011–13)               | Vị trí cao nhất |
| ------------------------------------- | --------------- |
| Áo (Ö3 Austria Top 40)                | 8               |
| Bỉ (Ultratop 50 Flanders)             | 10              |
| Bỉ (Ultratop 50 Wallonia)             | 7               |
| Canada (Canadian Hot 100)             | 7               |
| Cộng hòa Séc (Rádio Top 100)          | 22              |
| Pháp (SNEP)                           | 29              |
| Germany (Official German Charts)      | 11              |
| Nhật Bản (Japan Hot 100)              | 65              |
| Hà Lan (Dutch Top 40)                 | 33              |
| Hà Lan (Single Top 100)               | 58              |
| New Zealand (Recorded Music NZ)       | 16              |
| Ba Lan (Polish Airplay Top 100)       | 1               |
| Slovakia (Rádio Top 100)              | 10              |
| Thụy Sĩ (Schweizer Hitparade)         | 14              |
| Anh Quốc (OCC)                        | 49              |
| Hoa Kỳ Billboard Hot 100              | 2               |
| Hoa Kỳ Adult Contemporary (Billboard) | 17              |
| Hoa Kỳ Adult Pop Airplay (Billboard)  | 4               |
| Hoa Kỳ Alternative Songs (Billboard)  | 28              |
| Hoa Kỳ Dance Club Songs (Billboard)   | 32              |
| Hoa Kỳ Pop Airplay (Billboard)        | 1               |
| Hoa Kỳ Rhythmic (Billboard)           | 10              |

| Bảng xếp hạng (2012)              | Vị trí |
| --------------------------------- | ------ |
| Belgium (Ultratop 50 Wallonia)    | 79     |
| Canada (Canadian Hot 100)         | 41     |
| Netherlands (Dutch Top 40)        | 186    |
| US Billboard Hot 100              | 5      |
| US Adult Contemporary (Billboard) | 45     |
| US Adult Top 40 (Billboard)       | 19     |
| US Mainstream Top 40 (Billboard)  | 1      |

| Bảng xếp hạng (2013)              | Vị trí |
| --------------------------------- | ------ |
| Austria (Ö3 Austria Top 40)       | 55     |
| Belgium (Ultratop 50 Flanders)    | 100    |
| Germany (Official German Charts)  | 46     |
| Switzerland (Schweizer Hitparade) | 69     |

## Chứng nhận
| Quốc gia                                                                           | Chứng nhận  | Số đơn vị/doanh số chứng nhận |
| ---------------------------------------------------------------------------------- | ----------- | ----------------------------- |
| Bỉ (BEA)                                                                           | Vàng        | 15.000*                       |
| Đức (BVMI)                                                                         | Bạch kim    | 500.000^                      |
| New Zealand (RMNZ)                                                                 | Vàng        | 7.500*                        |
| Na Uy (IFPI)                                                                       | Bạch kim    | 10.000*                       |
| Thụy Sĩ (IFPI)                                                                     | Bạch kim    | 30.000^                       |
| Hoa Kỳ (RIAA)                                                                      | 5× Bạch kim | 5.000.000‡                    |
| * Chứng nhận dựa theo doanh số tiêu thụ. ^ Chứng nhận dựa theo doanh số nhập hàng. |             |                               |

## Lịch sử phát hành
| Country        | Date                     | Label                  | Format                         |
| -------------- | ------------------------ | ---------------------- | ------------------------------ |
| United Kingdom | ngày 13 tháng 3 năm 2011 | Polydor                | Digital EP                     |
| United States  | ngày 23 tháng 5 năm 2011 | Cherrytree, Interscope | Digital EP – The Remixes Pt. 1 |
| United States  | ngày 19 tháng 7 năm 2011 | Cherrytree, Interscope | Digital EP – The Remixes Pt. 2 |
| United States  | ngày 24 tháng 1 năm 2012 | Cherrytree, Interscope | Mainstream radio               |